# Roswitha Schmidt-Salveter
Roswitha Schmidt-Salveter (geboren 10. Februar 1939; gestorben 9. Januar 2014) war eine deutsche Juristin, Richterin und Gerichtspräsidentin. Am 4. August 1992 wurde die Juristin zur Präsidentin des Landesarbeitsgerichts Mecklenburg-Vorpommern in Rostock berufen und übte dieses Amt bis 2003 aus. Sie war die erste Frau an der Spitze dieses Obergerichts in der Fachgerichtsbarkeit Arbeitsrecht in Mecklenburg-Vorpommern.

## Beruflicher Werdegang
Nach dem Abitur studierte Roswitha Schmidt-Salveter Jura. Sie beendete das Studium mit der Ersten Juristischen Staatsprüfung. Nach dem Rechtsreferendariat absolvierte sie die Zweite Juristische Staatsprüfung.
Ihre juristische Laufbahn begann Roswitha Schmidt-Salveter als Richterin am Arbeitsgericht. 
Am 1. Mai 1987 wurde sie zur Vizepräsidentin des Landesarbeitsgerichts Schleswig-Holstein ernannt.
Am 4. August 1992 wurde die Juristin zur Präsidentin des Landesarbeitsgerichts Mecklenburg-Vorpommern in Rostock berufen und übte dieses Amt bis 2003 aus. Roswitha Schmidt-Salveter machte sich in der Zeit nach der Wende um den Aufbau und die Leitung der Arbeitsgerichtsbarkeit des Landes Mecklenburg-Vorpommern besonders verdient.
Sie starb am 9. Januar 2014.

## Kandidatin für Landtagskommission
2003 wurde Roswitha Schmidt-Salveter von der SPD-Fraktion in Mecklenburg-Vorpommern als Mitglied der Landtagskommission zur Bewertung möglicher Stasi-Verstrickungen von Abgeordneten ins Spiel gebracht. Da die Juristin jedoch über keinen Hauptwohnsitz in Mecklenburg-Vorpommern verfügte, war sie aufgrund der Rechtslage nicht wählbar (Artikel 48 Abgeordnetengesetz). Der CDU-Abgeordnete Eckhardt Rehberg warf daraufhin der SPD-Fraktion ein taktisches Manöver vor: Der Vorschlag habe nur dazu gedient, den eigenen Koalitionspartner unter Druck zu setzen und den Kandidaten der PDS Arnold Schoenenburg zu verhindern. Dieses unwürdige Vorgehen habe dem Ansehen des Parlaments geschadet.